# Aris Brimanis
Āris Aldis Brīmanis (* 14. März 1972 in Shaker Heights, Ohio) ist ein ehemaliger US-amerikanischer Eishockeyspieler lettischer Herkunft, der im Verlauf seiner aktiven Karriere zwischen 1990 und 2012 unter anderem 113 Spiele für die Philadelphia Flyers, New York Islanders, Mighty Ducks of Anaheim und St. Louis Blues in der National Hockey League (NHL) auf der Position des Verteidigers bestritten hat. Darüber hinaus absolvierte Brimanis weitere 240 Partien für die Hannover Scorpions in der Deutschen Eishockey Liga (DEL), mit denen er im Jahr 2010 die Deutsche Meisterschaft gewann.

## Karriere
Brimanis war während seiner Juniorenzeit auf der Bowling Green State University und stand für deren Team im Spielbetrieb der National Collegiate Athletic Association (NCAA) auf dem Eis. Beim NHL Entry Draft 1991 wählten die Philadelphia Flyers aus der National Hockey League (NHL) den Verteidiger in der vierten Runde an der 86. Position aus. Ein Jahr nach dem Draft wechselte der Rechtsschütze für eine Spielzeit in die kanadische Juniorenliga Western Hockey League (WHL) zu den Brandon Wheat Kings.
In der Saison 1993/94 gab Brimanis sein NHL-Debüt, spielte jedoch oft in der American Hockey League (AHL) bei den Hershey Bears. Später lief der Abwehrspieler auch für andere Farmteams, wie die Philadelphia Phantoms aus der AHL, die Michigan K-Wings und Grand Rapids Griffins aus der International Hockey League (IHL) auf. Bei den Flyers brachte er es jedoch nie über 17 Spiele in einem Jahr. Zur Saison 1999/2000 wechselte Aris Brimanis als Free Agent zu den New York Islanders, für die er im zweiten Jahr 56 Spiele bestritt. In der Saison 2001/02 spielte der US-Amerikaner für die Mighty Ducks of Anaheim und wechselte dann – jeweils auf Free-Agent-Basis – zu den St. Louis Blues.
Nachdem der Verteidiger meist in der AHL bei den Worcester IceCats eingesetzt worden war, entschied er sich im Sommer 2005 zu einem Wechsel nach Europa. Brimanis spielte zwei Jahre bei den Kloten Flyers in der Schweizer Nationalliga A (NLA). Während dieser Zeit kam er zusätzlich als Gastspieler bei den Eisbären Berlin während des Spengler Cups zu Einsätzen. Im Sommer 2007 wechselte der US-Amerikaner schließlich auf die Saison 2007/08 hin zu den Hannover Scorpions in die Deutsche Eishockey Liga (DEL) und wurde dort in der Saison 2009/10 Deutscher Meister. Nach vier Spielzeiten wurde das Engagement jedoch nicht über die Saison 2010/11 hinaus verlängert. Im Dezember 2011 wurde Brimanis vom Stadtrivalen Hannover Indians aus der 2. Bundesliga verpflichtet. Anschließend beendete der 40-Jährige im Sommer 2012 seine aktive Karriere.

## Erfolge und Auszeichnungen
- 2010 Deutscher Meister mit den Hannover Scorpions

## Karrierestatistik
(Legende zur Spielerstatistik: Sp oder GP = absolvierte Spiele; T oder G = erzielte Tore; V oder A = erzielte Assists; Pkt oder Pts = erzielte Scorerpunkte; SM oder PIM = erhaltene Strafminuten; +/− = Plus/Minus-Bilanz; PP = erzielte Überzahltore; SH = erzielte Unterzahltore; GW = erzielte Siegtore; 1 Play-downs/Relegation; Kursiv: Statistik nicht vollständig)